# Мана (эстонская мифология)
Ма́на  (эст. Mana) — в эстонской мифологии: 1) одно из имён правителя подземного мира, мира мёртвых; 2) также Ма́натарк (эст. Manatark) — название мифологического существа, встречающееся в северной Эстонии и означающее «заклинатель», «мастер заговоров».

## Имя
В эстонской мифологии бог загробного мира имеет несколько имён: Мана, То́они (эст. Tooni), Кя́эбас (эст. Kääbas) и Кальм (эст. Kalm). Имя Мана является наиболее известным. Оно происходит от названия Ма́нала, а то, в свою очередь, от словосочетания эст. Maan ala, maa all — под Маной, под землёй. С течением времени слово Манала в эстонских и финских поверьях стало означать подземный мир. От имени Тоони происходит другое эстонское название загробного мира — Тонела (эст. Tonela); есть и третье эстонское название — Хийела (эст. Hiiela).

## Верование
Мана считается добрым духом, приносящим удачу. О хорошем, благочестивом человеке говорят: «он благочестив, как мана (манасец)» (эст. ta on vaga kui manalane). При этом кладбище иногда называют «Землёй манов (манасцев)» (эст. Manalaste maa), и манами при этом являются все лежащие в могилах, но в данном случае это имя не подчёркивает хорошие качества усопшего. В Манала и Тонела мёртвые души, добрые и злые, живут вместе как манасцы, приспешники, сыновья и дочери Маны. Согласно древним преданиям, эсты представляли жизнь под землей такой же, как и на земле: там есть леса и поля, долины и горы, лошади, коровы, овцы, дикие животные и даже реки и ручьи. Только в Манала всегда царят сумерки, а люди живут хоть и беззаботно, но и безрадостно.

## В эпосе «Калевипоэг»
В эстонском эпосе «Калевипоэг» Мана выступает и как знахарь, и как правитель подземного мира, мира мёртвых. Мана упоминается в песне второй и песне двадцатой.

### Песнь вторая
Кончина Старого Калева *  Детство Калевипоэга
Умирает старый Калев. Его жена Линда пытается найти врачевателя, который смог бы его исцелить, и, кружа над головой серебряной пряжкой на бечёвке, посылает на поиски божью коровку. Куда она полетит — в той стороне и нужно искать знахаря:
Лекаря нам поищите...
Знахаря ветров зовите
Из пещер подземных Маны!
Семь ночей и дней кружит пряжкой Линда, и наконец божья коровка видит знахарей:
Кто попался ей навстречу?
Повстречались: знахарь ветра,
Из Суоми знахарь слова
И подземный знахарь — Мана.
«Ведуны и чародеи» говорят божьей коровке, что Калева вылечить невозможно, и, прежде чем остановилась серебряная пряжка и воротилась домой с ответом божья коровка, Калев уже был «окован смертью».

### Песнь двадцатая
Сборы в поход * Битва * Послы железных людей * Кончина Калевипоэга * У ворот преисподней
Калевипоэг погибает от своего собственного меча, на который наложил заклятие финский кузнец: меч перерубает герою ноги. Душа Калевипоэга возносится на небеса, однако праотец вселенной не хочет, чтобы Калевипоэг праздно слонялся по небу, и решает сделать его привратником ада, чтобы тот стерег заключённых там демонов. Сидящий на коне Калевипоэг выполняет приказ с неба «трахнуть кулаком о скалы» — и его рука застревает в скале, а затем навечно врастает в неё. Калевипоэг стремится вырвать руку из гранита, но владыка подземного царства мёртвых крепко удерживает его:
Сила Маны держит мужа,
Чтобы врат подземных ада
Страж могучий не покинул.

## Комментарии
1. ↑  Эстонские топонимы, оканчивающиеся на -а, не склоняются и не имеют женского рода (исключение — Нарва)